# Гринвичская обсерватория
Гри́нвичская короле́вская обсервато́рия (англ. Royal Observatory, Greenwich, ранее Royal Greenwich Observatory (RGO), код «000») — основная астрономическая организация Великобритании с государственным финансированием. Организована в 1675 году королём Карлом II для уточнения жизненно важных для мореплавателей координат и вначале размещалась в предместье Лондона Гринвиче. Поясное время исчисляется от проходящего через обсерваторию гринвичского меридиана. В 1953 году бо́льшая часть обсерватории переведена из зданий, спроектированных Кристофером Реном, в позднесредневековый замок Херстмонсо (70 км к юго-западу).

## История
Исторически значимые здания на месте обсерватории существовали ещё со времён короля Эдуарда I. Так, существовавший до XVII века дворец Плацентия был местом рождения Генриха VIII. Он был расположен ранее на месте обсерватории, как и Замок Гринвич (англ. Greenwich Castle), в котором жили Тюдоры. Замок Гринвич был, по всей видимости, излюбленным местом Генриха VIII и домом его любовницы, в который королю было нетрудно приезжать из дворца.

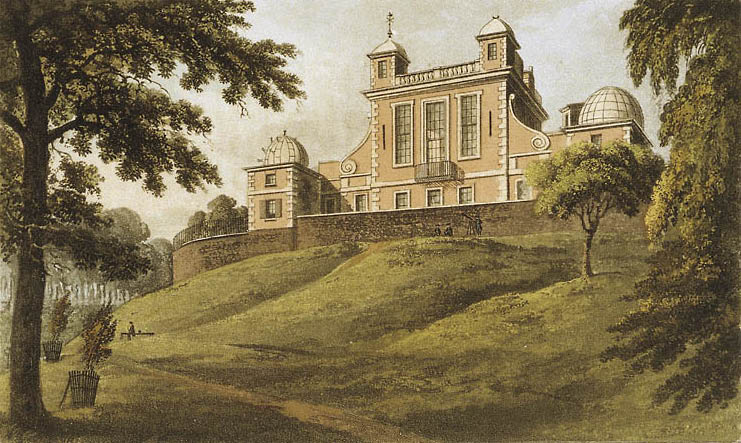
Дом Флемстида, 1824 г.

В 1674 году сэр Джонас Мур (англ. Jonas Moore), генеральный инспектор штаба снабжения (англ. Surveyor General at the Ordnance Office) предложил королю Карлу II построить обсерваторию, в которой будет работать астроном Джон Флемстид. Джонас Мур сумел убедить короля, и Штаб снабжения (англ. Ordnance Office) был назначен ответственным за строительство. Однако обеспечивать обсерваторию основными инструментами и оборудованием Мур должен был за свой счёт. Флемстид-Хаус (Flamsteed House) — основная часть обсерватории — стал первым зданием в Великобритании, которое было специально спроектировано и построено для решения научно-исследовательских задач. 22 июня (2 июля) 1675 Карл II распорядился о строительстве, первый камень в фундамент заложили 10 (20) августа того же года. Место было выбрано профессором астрономии сэром Кристофером Реном, который и разработал проект, вероятно, при участии Роберта Гука. Тогда это строительство обошлось в 520 фунтов стерлингов (превысив бюджет на 20). Флемстид-Хаус строился из вторичных стройматериалов на фундаменте башни герцога Хамфри (Humphrey), в результате чего оказался ориентирован с отклонением на 13° от истинного севера (к большому разочарованию астронома Флемстида).
Там находились не только астрономические инструменты, используемые Флемстидом в его работе над таблицами звёзд. Со временем в здании обсерватории был размещён эталон времени, а позднее — офис Королевского морского альманаха (англ. Her Majesty's Nautical Almanac Office)
Джонас Мур подарил обсерватории двое часов, созданных Томасом Томпионом. Часы были установлены в Восьмиугольной Комнате (англ. Octagon Room) — главной комнате здания; высота этой комнаты составляла 20 футов (6 м). Часы были необычной конструкции: маятник располагался над циферблатом. Длина маятника составляла 13 футов (3,96 м), период колебаний — 4 секунды, погрешность хода часов — семь секунд в сутки.

### Нулевой меридиан

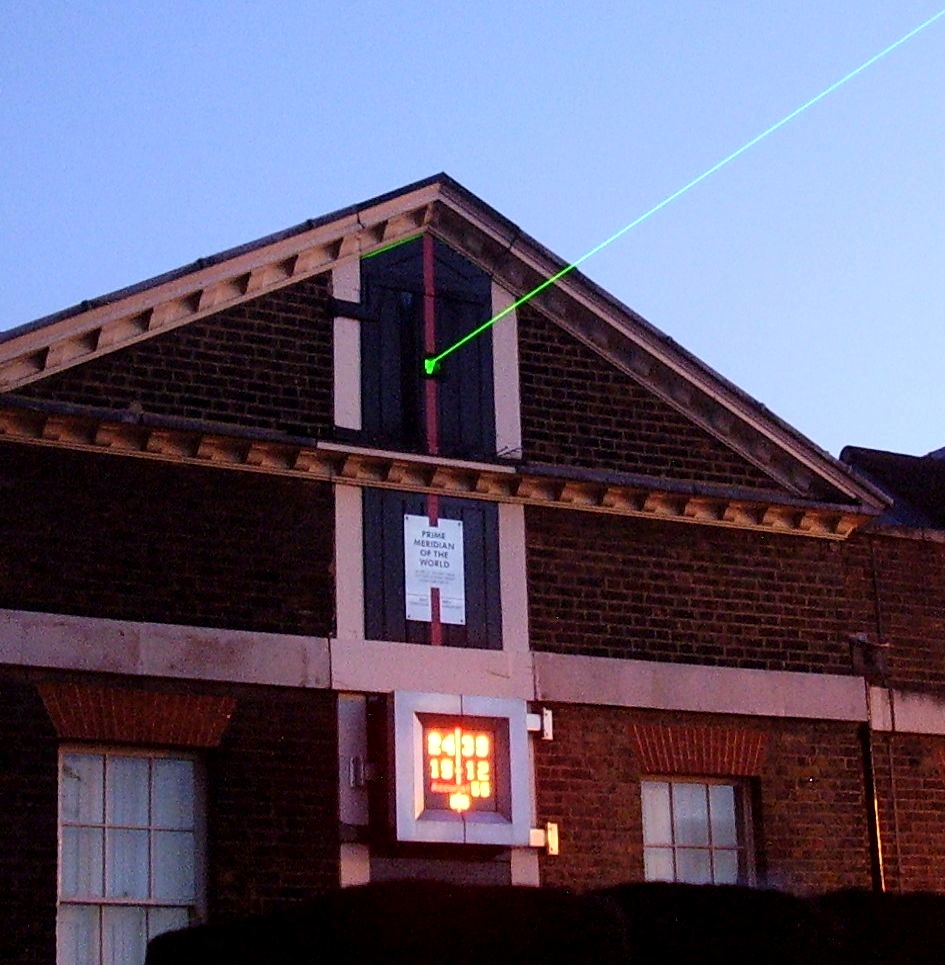
Лазер в обсерватории, луч которого отмечает нулевой меридиан

Британские астрономы издавна использовали Королевскую обсерваторию в качестве базиса для измерений: через здание были проведены четыре разных меридиана. Нулевой меридиан — начало отсчёта долготы — был установлен в 1851 году и принят на международной конференции в 1884 году. Он проходил через установленный в обсерватории меридианный круг Джорджа Эйри. Долгое время нулевой меридиан был обозначен латунной лентой, протянутой через внутренний двор обсерватории. Затем латунь заменили на нержавеющую сталь, а с 16 декабря 1993 году в ночном небе Лондона нулевой меридиан отмечен зелёным лучом яркого лазера из обсерватории, направленного строго на север.
Но этот старый астрономический нулевой меридиан со временем был скорректирован, заменён более современным нулевым меридианом. Когда Гринвич был действующей обсерваторией, географические координаты были основаны на модели локального сжатого сфероида (референц-эллипсоида, датума, геоида), поверхность которого с хорошей точностью соответствовала местному среднему уровню моря. Но в мире использовалось несколько различных датумов, потому что реальный уровень моря в разных регионах Земли отклонятся более чем на 100 метров от идеального эллипсоида. Современные геодезические системы координат, такие как «WGS 84» и «Международная земная система координат», используют единый геоцентрический сжатый сфероид. Сдвиг других сфероидов относительно этого единого сфероида приводит к тому, что географические координаты в различных системах различаются на многие метры, иногда даже на несколько сотен метров. В результате современный нулевой меридиан расположен на 102,5 метра к востоку от Гринвичского астрономического меридиана, обозначенного вышеупомянутой лентой из нержавеющей стали. А современная долгота той ленты — 5,31 секунды западной долготы. Современные географические координаты меридианного круга Эйри: 51°28′40″ с. ш. 0°00′05″ з. д..

### Время по Гринвичу

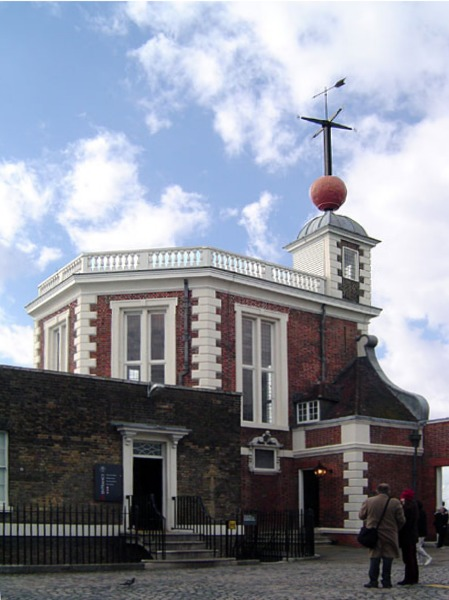
«Шар времени»

Чтобы помочь другим людям выставлять свои часы точно по Гринвичу, в 1833 году Королевский астроном Джон Понд установил над обсерваторией «шар времени». Этот шар до сих пор продолжает резко опускаться каждый день ровно в 13:00 (по GMT зимой, по Британскому летнему времени летом).
Директор обсерватории Джордж Эйри с 1850 года неоднократно настаивал на том, что первейшей обязанностью Гринвичской обсерватории является обеспечение гринвичским временем всех, кто в нём нуждается. Но практическая унификация измерения времени представляла немалую проблему. Так, с 1836 года семья Бельвиль занималась «продажей времени». Суть бизнеса заключалась в ежедневной сверке своих часов с часами Гринвичской обсерватории, после чего по ним выставляли точное время подписанные на эту услугу клиенты. Когда появился электрический телеграф, то с августа 1852 года с помощью него была налажена система автоматической передачи гринвичского времени. Эта система включала:
- определение времени посредством астрономических наблюдений так называемых часовых звезд с помощью меридианного круга по возможности каждую ночь, если позволяет погода;
- ежедневную корректировку показаний эталонных часов по времени, установленному путем наблюдений или расчетов (при облачной погоде);
- передачу сигналов времени по телеграфу каждый час.

Несмотря на то что впоследствии на смену телеграфу пришло радио, эта система оставалась почти неизменной вплоть до появления атомных часов.
До 1954 года Среднее время по Гринвичу (GMT) было основано на измерениях времени, проводимых в Гринвичской обсерватории. Позднее GMT стали вычислять по данным астрономических наблюдений из других обсерваторий, которые оставались действующими. Теперь GMT часто называют «Всемирным временем» (англ. Universal Time, UT). Ныне Всемирное время вычисляется по наблюдениям внегалактических источников радиоизлучения и затем пересчитывается в несколько форм, включая UT0 (UT в удалённой обсерватории), UT1 (UT, скорректированное с учётом движения полюсов) и Всемирное координированное время (UTC).

### Теракт в 1894 году
В 1894 году обсерватория пережила попытку подрыва. Возможно, это был первый случай «международного терроризма» в Британии. Бомба была приведена в действие 26-летним французским анархистом по имени Марсьяль Бурден (фр. Martial Bourdin). Неизвестно, целенаправленно ли он выбрал Гринвичскую обсерваторию для совершения теракта, или же бомба сдетонировала там случайно. Это происшествие побудило Джозефа Конрада к написанию книги «Секретный агент».

## Обсерватория сегодня

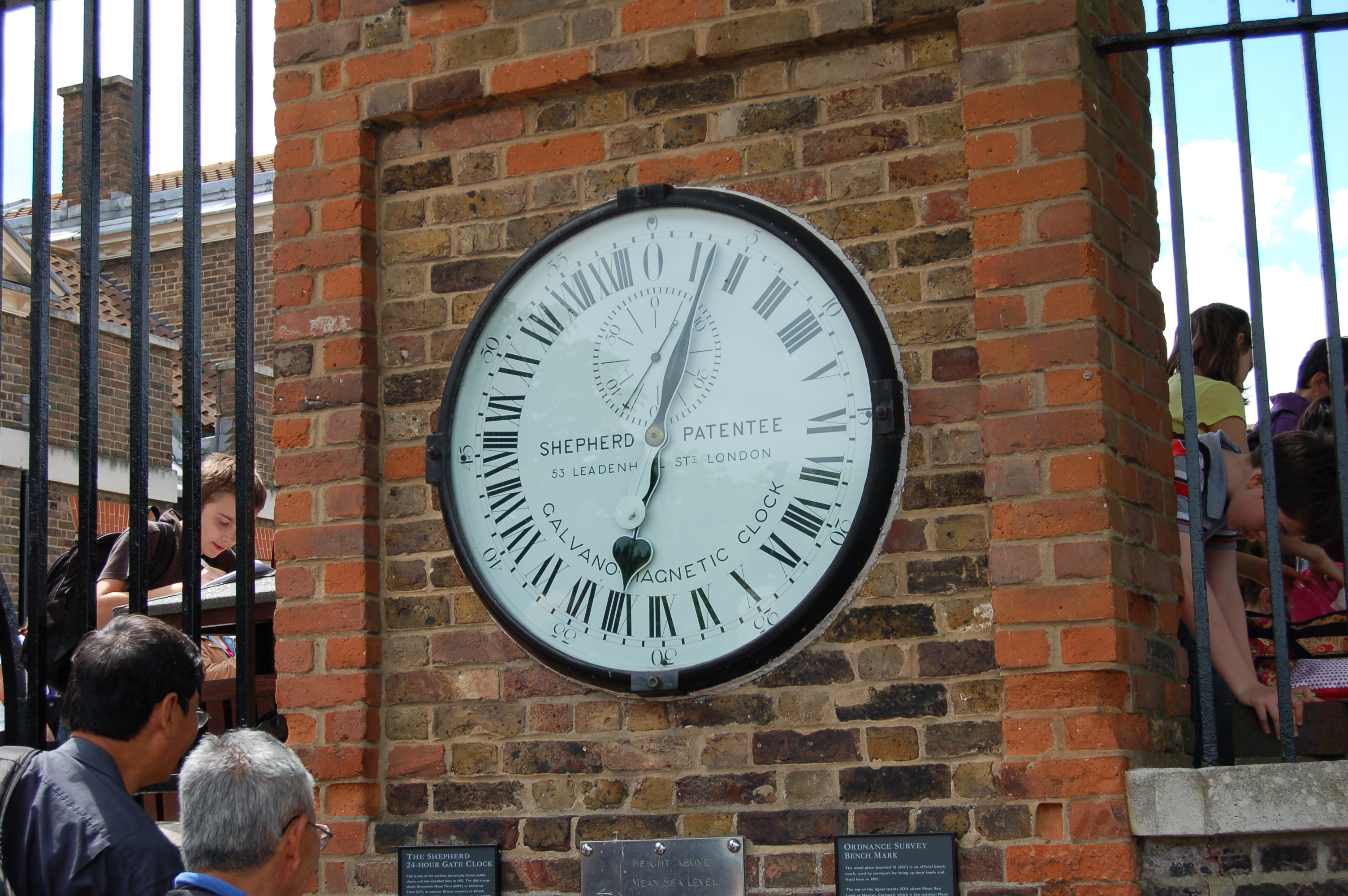
Надвратные часы Шепарда с 24-часовым циферблатом

В настоящее время в зданиях Гринвичской обсерватории расположен музей астрономических и навигационных инструментов, который является частью Национального морского музея. Среди них — знаменитый морской хронометр «H4» Джона Гаррисона вместе с тремя предшественниками (сейчас эти хронометры принадлежат Министерству обороны Великобритании).
Там же можно увидеть ещё несколько экспонатов, представляющих историю развития средств измерения точного времени, необходимого в астрономии и в морской навигации. Представлены и астрономические часы, изобретённые в середине XX века советским учёным Ф. М. Федченко — самые точные среди серийно выпущенных маятниковых часов. А снаружи, на стене у ворот обсерватории установлены ещё одни известные часы — надвратные часы Шепарда (англ. Shepherd gate clock). Это одни из первых электрических ведомых часов.
Другой уникальный экспонат этого музея — 28-дюймовый телескоп-рефрактор Говарда Грубба (англ. Howard Grubb), созданный в 1893 году и остающийся крупнейшим рефрактором в Великобритании.
В феврале 2005 года были начаты работы по реконструкции обсерватории, включая создание нового планетария, выставочных галерей и учебных кабинетов, которые обошлись в 15 млн фунтов стерлингов. 25 мая 2007 года 120-местный Планетарий Питера Гаррисона (англ. Peter Harrison Planetarium) был официально открыт.
В мае 2013 года открыт памятник Юрию Гагарину на территории обсерватории.

## Фотографии обсерватории

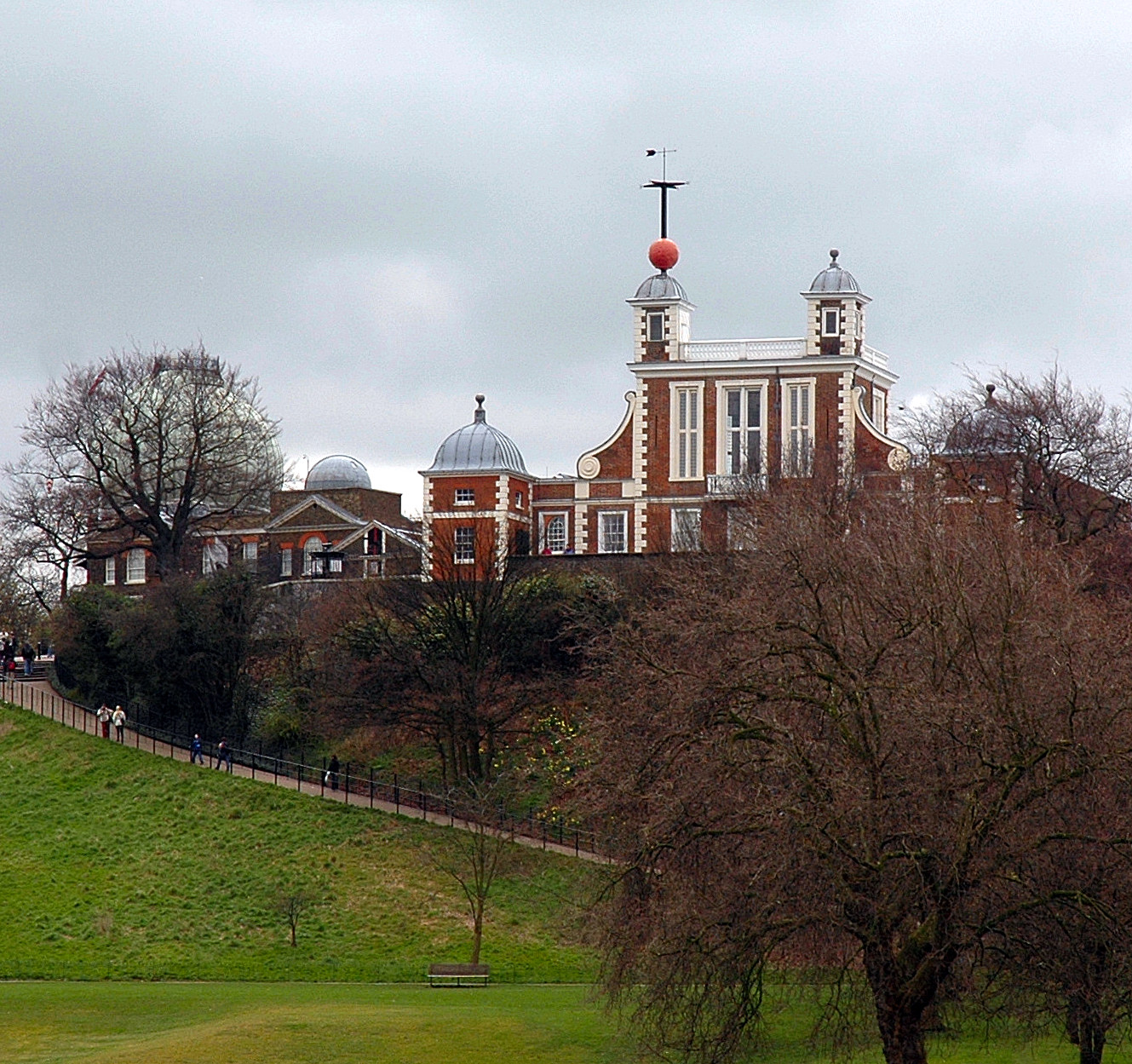
Королевская обсерватория, Гринвич
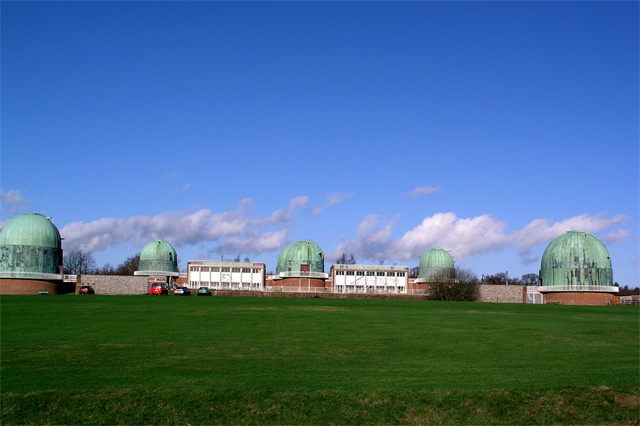
Бывшее здание обсерватории в Херстмонсо, Восточный Суссекс
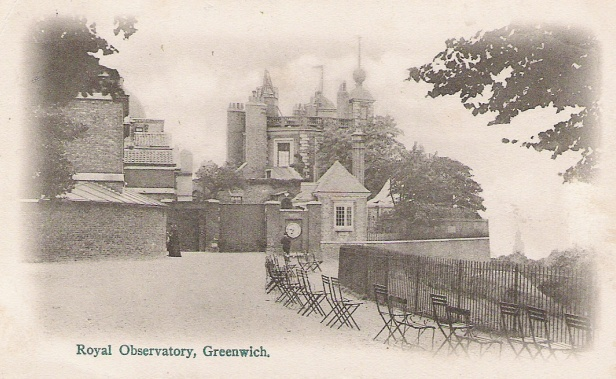
Гринвичская королевская обсерватория, 1902 г. (изображение на открытке)
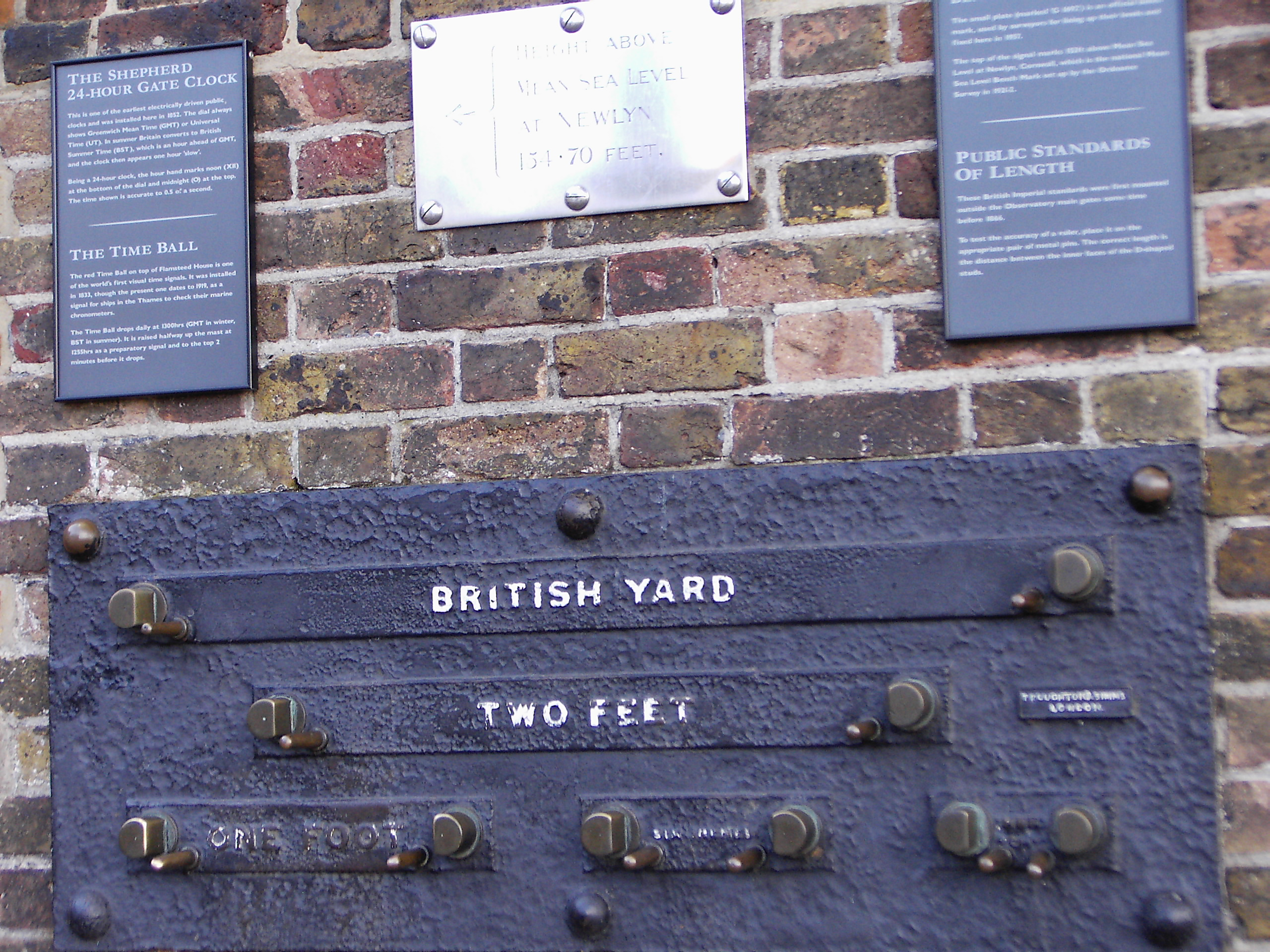
Британские единицы длины на стене Гринвичской обсерватории: 1 ярд  (3 фута), 2 фута, 1 фут, 6 дюймов (1/2 фута) и 3 дюйма.